# تشارلز إدوارد ماغون
تشارلز إدوارد ماغون (بالإنجليزية: Charles Edward Magoon )‏ (و. 1861 – 1920 م) هو محامي، وسياسي، وقاضي، ودبلوماسي، من الولايات المتحدة الأمريكية، ولد في أواتونا، كان عضوًا في الحزب الجمهوري، توفي في واشنطن العاصمة، عن عمر يناهز 59 عاماً.

## مناصب
تولى منصب سفير الولايات المتحدة الأمريكية إلى بنما ‏ (7 أغسطس 1905–25 سبتمبر 1906).
| المناصب السياسية         | المناصب السياسية                                                      | المناصب السياسية                      |
| ------------------------ | --------------------------------------------------------------------- | ------------------------------------- |
| سبقه جورج وايتفيلد ديفيس | Military Governor of Panama Canal Zone 1905 1906                      | تبعه ريتشارد ريد روجرز كبير المهندسين |
| سبقه ويليام هوارد تافت   | Provisional Governor of Cuba 1906 1909                                | تبعه خوسيه ميغيل غوميز (رئيس كوبا)    |
| المناصب الدبلوماسية      |                                                                       |                                       |
| سبقه جون باريت (صحفي)    | سفير الولايات المتحدة الأمريكية إلى بنما ‏ 7 أغسطس 1905 25 سبتمبر 1906 | تبعه Herbert G. Squiers               |

## روابط خارجية
- تشارلز إدوارد ماغون على موقع الموسوعة البريطانية (الإنجليزية)